# Bogdanowo (obwód Burgas)
Boganowo (bułg. Богданово) – wieś w Bułgarii, w obwodzie Burgas, w gminie Sredec. W 2023 roku liczyła 65 mieszkańców.